# Campeonato femenino sub-20 de la CAF de 2010
El Campeonato femenino sub-20 de la CAF de 2010 fue el V torneo que decidió qué naciones africanas participarían de la Copa Mundial Femenina de Fútbol Sub-20 de la FIFA.

## Eliminatorias
10 equipos fueron elegidos para participar en la ronda preliminar, 4 decidieron no participar y uno no se presentó en esta fase.

### Ronda preliminar
| 24 de octubre de 2009 | Uganda | 2 : 1 | Ruanda |  |  |

| 7 de noviembre de 2009 | Ruanda | 0 : 1 | Uganda |  |  |

|  | Madagascar | 1 : 3 | Reunión |  |  |

|  | Reunión | 4 : 1 | Madagascar |  |  |

|  | República Centroafricana | Santo Tomé y Príncipe no participó | Santo Tomé y Príncipe |  |  |

|  | Mozambique | no participaron | Kenia |  |  |

|  | Togo | no participaron | Sierra Leona |  |  |

### Primera Ronda
|  | República Centroafricana | 0 : 2 | República Democrática del Congo |  |  |

|  | República Democrática del Congo | 1 : 1 | República Centroafricana |  |  |

|  | Botsuana | 2 : 1 | Namibia |  |  |

|  | Namibia | 2 : 1 (4 : 3 penales) | Botsuana |  |  |

|  | Reunión | 3 : 4 | Sudáfrica |  |  |

|  | Sudáfrica | 2 : 0 | Reunión |  |  |

|  | Túnez | Egipto se retiró | Egipto |  |  |

|  | Congo | Congo se retiró | Ghana |  |  |

|  | Uganda | Uganda se retiró | Zambia |  |  |

|  | Local | clasificó Zimbabue | Zimbabue |  |  |

|  | Local | clasificó Nigeria | Nigeria |  |  |

### Segunda Ronda
|  | Namibia | 2 : 2 | República Democrática del Congo |  |  |

|  | República Democrática del Congo | 1 : 0 | Namibia |  |  |

|  | Ghana | 2 : 0 | Túnez |  |  |

|  | Túnez | 0 : 1 | Ghana |  |  |

|  | Zambia | 1 : 2 | Sudáfrica |  |  |

|  | Sudáfrica | 6 : 0 | Zambia |  |  |

|  | Zimbabue | 0 : 6 | Nigeria |  |  |

|  | Nigeria | 4 : 1 | Zimbabue |  |  |

### Fase Final
|  | República Democrática del Congo | 0 : 2 | Ghana |  |  |

|  | Ghana | 3 : 0 | República Democrática del Congo |  |  |

|  | Sudáfrica | 3 : 5 | Nigeria |  |  |

|  | Nigeria | 7 : 0 | Sudáfrica |  |  |

## Clasificados a laCopa Mundial Femenina de Fútbol Sub-20 de 2010
| Nigeria | Ghana |